# Якимово
 Тази статия е за селото в България.  За селото в Северна Македония вижте Якимово (Община Виница).  
Я̀кимово е село в Северозападна България. То е административен център на община Якимово, област Монтана.

## География
Село Якимово се намира на около 26 км север-североизточно от областния център Монтана, около 22 км юг-югоизточно от град Лом и около 10 км югозападно от град Вълчедръм. Разположено е в Западната Дунавска равнина, изтеглено в приблизително направление запад-югозапад – изток-североизток около лъкатушещата по дължината му река Цибрица (наричана от местното население „Бàрата“).
Климатът е умерено континентален. Надморската височина намалява от около 110 м в западния край до около 90 м – в източния, в центъра на селото е около 100 м, на север от реката нараства слабо, а на юг нараства значително – до около 160 м.
През Якимово минава третокласният републикански път III-818, който на североизток води към Вълчедръм, а на югозапад през село Дългоделци води до село Долно Церовене, край което се свързва с второкласния републикански път II-81 (София – Монтана – Лом). Общински път свързва Якимово на север със село Комощица.
Населението на село Якимово, наброявало 6643 души при преброяването към 1934 г. и 7052 към 1946 г., намалява до 2989 към 1992 г. и 1593 (по текущата демографска статистика за населението) към 2020 г.
При преброяването на населението към 1 февруари 2011 г., от обща численост 1670 лица, за 1395 лица е посочена принадлежност към „българска“ етническа група, за 237 – към ромска, за 5 – към други и за останалите не е даден отговор.

## История

### Образуване
Османски данъчни регистри от 1530 г. го споменават като село Прогорелец. До 1895 г. селата Прогорелец, Котеновци и Войници съществуват като самостоятелни общини. В началото на 1896 г. те се обединяват в една община с център село Прогорелец. През 1920 г. община село Прогорелец е разделена на две самостоятелни административни единици с центрове село Прогорелец и село Котеновци. През 1934 г. те отново се обединяват в една община с център село Прогорелец. С Указ на Президиума на Народното събрание № 236 от 22 май 1950 г. село Погорелец се именува Якимово – на името на Яким Атанасов, роден в Прогорелец секретар на околийския комитет на БКП, заловен при партизанска акция и екзекутиран в Ломския затвор в началото на 1944 г. През юни 1950 г. към село Якимово са присъединени селата Войници и Котеновци.

### Църква
По сведения от книгата на Иван Георгиев „История на Якимово“, църковният храм „Свети Архангел Михаил“ – село Котеновци е построен през 1875 г., а камбанарията на храма е издигната на 11 ноември 1914 г.
От месец март 1895 г. започва събиране на помощи за построяване на църковен храм в село Прогорелец. Храмът „Св. Възнесение“ в Прогорелец е изграден през 1899 г., а през 1922 г. е извършен основен ремонт на сградата.
Към 2021 г. в списъците на Светия Синод на Българската православна църква – Българска патриаршия не фигурира храм в село Якимово.

### Училище
Във всяко от трите села, обединени през 1950 г. под името Якимово, е имало едно или повече училища.

#### Прогорелец
Според предания, около 1860 г. поп Ангел от село Люта, който свещенодейства в село Котеновци, но обслужва и църквата в съседното село Прогорелец, събира ученици и ги учи главно на четмò, като ги подготвя за църковни певци. През периода 1860 – 1870 г. е построена специална сграда за училище в църковния двор, с две класни стаи и канцелария. От тогава училището започва своята просветна работа. През учебната 1897/1898 г. броят на учениците в това начално училище е 65.
През 1915 г. е започната постройка за прогимназия. Поради Първата световна война строителството е преустановено. Сградата не е завършена, но през учебната 1915/1916 г. е открит I прогимназиален клас. Заниманията са водени в частно помещение до 1919 г. През есента на същата година обучението се води в новата сграда. През учебната 1919/1920 г. в селото се открива и III прогимназиален клас. През 1923 г. е започнат строеж на нова училищна сграда, в която се влиза през учебната 1924/1925 г. Прогимназията и началното училище съществуват самостоятелно до учебната 1948/1949 г., когато се обединяват в едно Основно училище „Д-р Петър Берон“. След образуването през 1950 г. на село Якимово, училището претърпява редица материални и главно организационни промени, свързани и с промените в системата от училища в съставящите Якимово бивши села. В резултат на промените училището – вече Средно училище „Д-р Петър Берон“, към 2021 г. е единственото училище за общообразователна подготовка в Якимово.
В село Прогорелец на 15 ноември 1926 г. е открито Допълнително земеделско училище за запознаване на населението с научната организация на селското стопанство и обработка на земята чрез провеждане на опити. Училището е с два отдела – мъжки и женски. Закрито е през 1948 г.

#### Котеновци
Училище в село Котеновци до 1926 г. има при черквата „Свети Архангел Михаил“. На стопански начала населението построява училищна сграда, която започва да се ползва от 1926 г. Средства за училището са набирани чрез продажбата на житото, постъпващо от специално наложения на населението налог „жито“. Малки подобрения на материалната база се правени след 19 май 1934 г. По-късно то функционира под името „Васил Левски“. След обединяването през 1950 г. на трите села, училището „Васил Левски“ в квартал 2 на село Якимово (бившето Котеновци) е водоснабдено и хигиенизирано, училищният двор е разширен, терасиран, озеленен и ограден, построени са училищен стол, баня, физкултурна площадка. През учебната 1960/1961 г. училището прераства в осмокласно. От септември 1984 г. училището става начално и в него се обучават деца в I, II и III клас, в три паралелки с общо 65 деца. Към 2021 г. училище „Васил Левски“ в село Якимово не функционира.
Основното училище „Кирил и Методий“ в село Котеновци има началото си през 1898 г. в специално направена малка сграда с една класна стая и една канцелария. Всички деца са обучавани на едно място. По-късно, когато са събрани повече деца, те са разделени на 4 отделения, а отделенията – на паралелки. Обучавани са в по едно помещение на 5 частни къщи в различни краища на селото. През 1920 г. са открити V и VI клас, а в 1936 г. и пълна прогимназия, като идват и децата от село Черешовица. През 1939 г. се поставят основите на ново училище. През време на войната строежът му е изоставен и е довършен през 1949 г. През 1950 г. училището е открито. В него се нанася поради липса на помещение и общинският съвет. През 1941 г. учебните занятия започват на 3 ноември поради епидемията от детски паралич в страната. През 1944 г. във връзка със събитията на 9 септември учебните занятия започват по-късно, на 15 октомври. Първоначално малобройни, учениците постепенно се увеличават. През 1952 г. в училище „Кирил и Методий“ в квартал 2 на село Якимово паралелките в началния курс стават три, през 1954 г. – 4, а след началния курс – пълна прогимназия. Заради пътуването на учениците от село Черешовица, през 1954 г. се поставя началото на общежитие, а през 1959 и 1960 г. – и на ученически стол (трапезария). През 1961/1962 г. се въвежда полуинтернатно обучение. През 1962/1963 г. е открит осми клас с учениците на селата Черешовица и Лесковец. През 1964/1965 г. започва строеж на голямо общежитие и през 1966 г. учениците се нанасят в него. Към 2021 г. училище „Кирил и Методий“ в село Якимово не функционира.

#### Войници
В село Войници училище има от около 1863 г. Децата са обучавани на черковнославянски език от учител-абаджия от село Ерден в частно помещение. След Освобождението училището е преместено в обществена сграда при черквата, в която има две класни стаи, а отдолу мазе и обор за селския добитък. В това училище се учи до опожаряването му през 1891 г. На мястото на изгорялото училище е построено ново, което е открито през 1893 г. През периода 1933 – 1938 г. училището е само начално, с четири отделения по една паралелка, като две отделения се помещават в училищната сграда и две – в частни помещения. На 5 април 1938 г. със събрани средства от хората започва строеж на нова училищна сграда. До края на лятото са били направени сутеренът и първият етаж на това училище. Новата учебна 1938/1939 г. започна в новата сграда, с откриването на прогимназия, само с първи прогимназиален клас. В нея учат и ученици от село Черни връх. През учебната 1939/1940 г. е взето решение да се надстрои и втори етаж на училището. Откриват се втори и трети класове при прогимназията. В този вид училището, носещо името „Елин Пелин“, просъществува до 1961 г., когато поради намалелия брой на децата прогимназията се прехвърля в квартал 2 на село Якимово (в бившето Котеновци). Училището става начално и остава такова до 1966 г., когато и началният курс се прехвърля в квартал 2 на Якимово, а в училищната сграда се открива начално помощно училище.
Помощното училище има на I етаж класни стаи, а на II етаж – спални помещения. В училището се обучават 101 ученика в 12 паралелки – I, II, III и IV класове с по три паралелки. През 1979 г. са построени две изолационни стаи за болни ученици и салон за провеждане на отдиха на учениците. Построена е нова сграда към училището, където се помещават спалните на учениците. През 1981/1982 г. е обзаведен нов логопедичен кабинет.
През 1997 г. помощното училище „Елин Пелин“ в село Якимово се закрива, като учениците, както и техните лични дела се преместват в Помощно училище „Д-р Петър Берон“ – град Лом.

### Читалище
Читалище „Просвета“ в село Прогорелец е учредено с 55 члена на 24 януари 1926 г. През 1928 г. се урежда читалня в частно помещение, която е отваряна всекидневно и в нея са излагани получаваните в читалищната библиотека 26 списания и 21 вестника. Книгите първоначално са съвсем малко, предимно подарени и се съхраняват в училището, а към 1937 г. наброяват 525. През същата година са изнесени 17 сказки и 7 театрални представления. Отначало за представленията се ползва направена от дъски подвижна сцена, а по-късно е направена постройка към училището със сцена и около 100 места. През 1950-те и 1960-те години читалищната дейност се разширява, развиват се всички видове художествена самодейност. При читалището има хоров състав, театрален колектив с традиции, естрадно-сатиричен колектив.
Читалище „Пробуда“ в село Котеновци е основано през 1935 г. Помещавало се е в частна къща на първия етаж. При читалището първоначално има библиотека с малък брой книги, а към 1975 г. те са 4019 броя. През 1960-те години при читалището има самодеен театрален колектив.
През март 1978 г. се приема предложението двете читалища в село Якимово да се закрият, като новото читалище носи наименование Народно читалище „Алекси Беремлиев“.

### Кооперативно селско стопанство
ТКЗС – село Прогорелец е основано на 27 септември 1946 г. от 59 учредители. Избран е стопански съвет от 5 члена. За председател е избран Здравко Миланов Канов. С протокол № 92 от 26 юни 1949 г. са приети в ТКЗС 132 кооператори, а през 1950 г. изцяло е кооперирана земята в селото, като има данни и за насилствено коопериране на несъгласните.
ТКЗС – село Котеновци е основано на 14 февруари 1949 г. от 80 учредители. За председател на стопанството е избран Григор Живков Първанов. През 1950 г. е извършена масовизация и се приети още 241 членове-кооператори.
ТКЗС – село Войници е основано на 15 февруари 1949 г. от 39 учредители. За председател на стопанството е избран Петър Миланов Станчев. През 1950 г. е извършена масовизация и са приети още 207 членове-кооператори, а през 1956 г. – още 20 домакинства.
Обединено трудово кооперативно земеделско стопанство (ОТКЗС) – село Якимово е образувано през 1959 г. след обединяването в едно на земеделските стопанства от квартали 1, 2 и 3 (съответно бившите села Прогорелец, Котеновци и Войници) на село Якимово. Обединеното стопанство разполага с 8400 ха земя. Отглеждат се зърнени култури, технически култури, зеленчуци, фуражни култури, трайни насаждения. През 1974 г. част от дейностите на стопанството преминават постепенно към АПК – Вълчедръм. От януари 1975 г., след решение на общото събрание, обединеното стопанството преминава изцяло с всички активи и пасиви към АПК – Вълчедръм под формата на Комплексна бригада – село Якимово, като губи своята самостоятелност. Ломският районен съд с решение от 1988 г. регистрира Комплексната бригада.
След поредица промени в организационните форми, включително съществувалия през периода 1979 – 1989 г. Аграрно-промишлен комплекс „Вилхелм Пик“ – село Якимово, с Решение № 748/6.III.1991 г. на Окръжен съд Михайловград, публикувано в Държавен вестник брой 29 от 12 септември 1991 г. комплексната бригада село Якимово се преобразува в ТКЗС "Якимово” – село Якимово с предмет на дейност производство и реализация на селскостопанска продукция. След Решение № 29/1Х.1992 г. на Окръжен съд Михайловград за прекратяване дейността на ТКЗС "Якимово” – с. Якимово, областният управител – Михайловград назначава ликвидационен съвет.

## Културни и природни забележителности
През 1972 г. край Якимово е открито сребърно съкровище (сега се съхранява в НИМ в София). Състои се от 4 конични купи, кантарос, 2 масивни гривни, с краища змийски глави и 2 апликации. Всички предмети са изработени от сребро, чрез съчетание на местни и елински техники на металобработване. Съкровището датира от II-I в. пр. Хр. и е свързано най-вероятно с изкуството на скордиските (смесено трако-келтско население в дн. СЗ България и източна Сърбия).
Коничната сребърна купа от Якимовското съкровище принадлежи към най-разпространения тип съдове от времето на късния елинизъм. Подобни вази са открити из целия древен свят и датират главно, именно от периода II-I в. пр.н.е. По-редки са купите с фигурални изображения по стените. Съдът от Якимово е интересен с образа на конник, който – макар и доста фрагментиран – дава представа за изкуството по нашите земи през този период. Цялата му моделировка, вниманието към подробностите, йератичността на позите, грубото позлатяване, широкото използване на насечката – са характерните белези на този стил, който не трябва да се свързва с определена етническа група, а принадлежи на една огромна интернационална културна общност. В образа на конника може да видим промеждутъчното звено между конния герой от тракийските паметници от V-IV в. пр.н.е. и хилядите оброчни плочки от римската епоха.

## Редовни събития
Съборът на Якимово се провежда през май или юни, неделята след Спасов ден.

## Личности
- Кристина Георгиева ( 1980 - ) Краевед
- Мирон Литов (1913 – ?), български генерал и партизанин
- Живко Миланов (юрист) (1927 – 2017)

## Политика
- 2003 – Илия Йорданов (Заедно за Якимово) печели на първи тур с 63% срещу Георги Тодоров (НДСВ).
- 1999 – Юлия Кръстева (независим) печели на втори тур с 53% срещу Сашко Савков (БСП, Българска евролевица, БББ, БЗНС Александър Стамболийски, БКП Георги Димитров).
- 1995 – Сашко Савков (Предизборна коалиция БСП, БЗНС Александър Стамболийски, ПК Екогласност) печели на първи тур с 51% срещу Юлия Кръстева (независим).

## Поминък
Един от основните поминъци на хората в региона е земеделието и животновъдството. Най-често срещаните култури са царевица, слънчоглед, ечемик, жито, овес, люцерна и други. Сред домашните животни най-често отглеждани са крави, коне, овце, кози, прасета, кокошки и други птици. Конят и магарето са основни животни, присъстващи почти във всеки дом. Има много подземни води, преминаващи под селото. Геоложкият строеж и климатът са добри. Валежите са умерени.

## Религия
В селото има православна църква „Св. Възнесение“, с енорийски свещеник Станимир Тодоров. На 19 октомври 2010 г. в енорията е извършено масово кръщение, а на 2 май 2011 г. – масово безплатно венчание. Отец Тодоров събира помощи от цяла България, които раздава на енориашите си.

## Други
В село Якимово през 2005 г. е открита първата и единствена зала за кърлинг в Източна Европа. Залата е построена по канадска технология. Комплексът включва още: хотелски стаи, фитнес-център и басейн, и е пригоден и за хора с физически увреждания.